# Fast and Furious (film 1927)
Fast and Furious (noto anche col titolo italiano Il centauro alato) è un film del 1927, diretto da Melville W. Brown.

## Trama
J. D. Smithfield, magnate del petrolio ed automobilista cafone, alla guida della sua vettura accompagnato dalla figlia Dorothy, provoca un incidente: l'auto dello sfortunato Tom Brown si capotta, ma egli ne esce illeso, e rimane affascinato da Dorothy. Smithfield gli lascia un biglietto da visita e si allontana. È solo in un secondo momento, quando un'altra auto lo investe, che Tom viene portato in ospedale. Una volta guarito viene dimesso, e il dottore gli consiglia un soggiorno in una località dal clima mite: Tom ne approfitta per recarsi in California, dove risiedono gli Smithfield, nella speranza di rivedere Dorothy.
A seguito degli incidenti subiti, Tom ha sviluppato un totale rifiuto delle automobili: quando raggiunge in treno la stazione di Los Angeles, egli prende in affitto per qualche tempo, per i suoi spostamenti, una piccola carrozza, col relativo cocchiere, trainata da un cavallo. Mentre si sta recando dagli Smithfield, nel traffico cittadino Tom ha un nuovo alterco con J. D. Smithfield (e i due non si riconoscono). Quando, poco più avanti, Tom raggiunge Dorothy (che pure fatica a riconoscerlo) nello studio dell'artista Marcel Dumont – che sta realizzanto per conto di J. D. una scultura nel noto corridore automobilistico europeo George K. Billings (idolo di Dorothy, che lo conosce solo di fama) – J. D. li raggiunge, ed un ulteriore scontro si sviluppa, a seguito del quale gli Smithfield se ne vanno.
George K. Billings, che era atteso, come modello, da Dumont, per realizzare gli ultimi ritocchi alla sua opera, comunica che non può presenziare. Dumont chiede a Tom di fargli da modello, al posto di Billings: in cambio, dice, lo riappacificherà con J. D. Smithfield, in modo che egli possa approcciarsi di nuovo alla figlia. La scultura viene inaugurata al salone automobilistico, dove Tom Brown viene fatto passare per Billings (provocando l'estasi di Dorothy, alla quale Tom non aveva detto il proprio nome), dando in tal modo lustro ai prodotti petroliferi di J. D. Smithfield. Il concorrente di Smithfield, Hodges, chiede a Tom - che, come tutti, crede trattarsi di Billings – di correre per lui nella gara automobilistica dell'indomani. Tom, con una scusa, riesce a sottrarsi senza rivelare la sua identità.
Ma non riuscirà più a sottrarsi quando Dorothy, il cui rapporto con Tom è andato approfondendosi, dichiara di volersi sposare con lui solo se prenderà parte al rally alla guida di un'auto della scuderia del padre, e lo vincerà. Ma prima della partenza della gara Dorothy scopre che Tom non è Billings, e, delusa, lo lascia. Tom prende comunque parte alla gara, nonostante la sua avversione per le auto, semplicemente con l'intenzione di uccidersi, dopo essere stato rifiutato dall'amata. Per una serie di circostanze, tuttavia, alla partenza Tom è sotto l'influsso di alcune sostanze stupefacenti: finisce col prendere gusto alla competizione, e la vince. Dorothy passa sopra a questioni di identità, e si riunisce con lui.

## Produzione
Le riprese interne sono state girate nei teatri di posa della Universal a Universal City (California).
Una copia della pellicola, consistente di 6 rulli, per una lunghezza complessiva di 1732 metri, è conservata presso la Cineteca Italiana di Milano.

## Distribuzione
Il film, distribuito dalla Universal Pictures, è uscito nelle sale cinematografiche statunitensi il 12 giugno 1927.

## Accoglienza
Sulle colonne di Variety del 6 luglio 1927 possiamo leggere: "Per quanto se ne sa questo è il primo soggetto scritto direttamente da Denny. È una buona storia, in linea con le consuete prestazioni di Denny, una trama ben ragionata, basata su solidi principi comici e adatta per fare qualche risata. Che Fast and Furious dia un po' meno soddisfazioni di altre sceneggiature precedenti non scritte dalla star non è necessariamente colpa sua. Né si può trovare qualche difetto nella regia di Melville Brown."
Il Film Daily del 10 luglio 1927 riporta: "Commedia… buona vecchia commedia con risate che scaturiscono l'una dopo l'altra pongono Fast and Furios nella categoria del successo al botteghino. Il film si rivolge a tutti gli spettatori che prediligono la commedia leggera di tipo classico. Vi troveranno un racconto arioso, una piccola piacevole storia d'amore, tutto condito con azione rapida e un susseguirsi di divertenti incidenti. La gag dello scambio di persona fornisce un numero quasi illimitato di brillanti situazioni che creano al protagonista Denny molte preoccupazioni ma mandano alle stelle il termometro delle risate."
Il colonnista del Sun di Auckland, il 17 novembre 1927, si esprimeva in questi termini: "L'impetuoso e versatile Danny appare questa volta nelle vesti di un vivace rappresentante della gioventù dorata, sempre in cerca di avventura, e il film sorpassa tutti i suoi precedenti sforzi nel campo dell'intrattenimento a passo veloce, tumultuante, suscitatore di risa. Non c'è un momento morto nei 60 minuti di tempo necessari a far scorrere questa impressionante pellicola, tipica della produzione di Denny. Dalla sequenza iniziale alla dissolvenza finale la star si prodiga in una serie di avventure che vi terranno costantemente coi brividi lungo la schiena, con i sensi allertati, e con i muscoli implicati nel riso tesi fino al limite."